# المنصورة (كاستيلون)
بلدية المنصورة أو المحصورة (بالإسبانية: Almazora)‏، هي إحدى بلديات مقاطعة قسطلونة التي تقع في منطقة بلنسية، في شرق إسبانيا.

يعود أصل تسميتها نسبةً إلى المنصور محمد بن أبي عامر، الخليفة الأموي في الأندلس.

يبلغ عدد سكانها 20.597 نسمة وفقًا لإحصائية سنة (2006).

## أعلام
- ميغيل أنخيل تينا